# Sainte-Pôle
 Sainte-Pôle  là một xã của tỉnh Meurthe-et-Moselle, thuộc vùng Grand Est, đông bắc nước Pháp.